# Primula duclouxii
Primula duclouxii är en viveväxtart som beskrevs av Marcel Georges Charles Petitmengin. Primula duclouxii ingår i släktet vivor, och familjen viveväxter. Inga underarter finns listade i Catalogue of Life.